# 세키노미야정
세키노미야정(関宮町)은 효고현 중북부에 존재했던 정이며, 야부군에 속했다.
2004년 4월 1일에 야부군4정이 합병으로 야부시가 되었기 때문에 소멸하였다.

## 역사
- 1956년 8월 1일 - 야부군 세키노미야촌, 미카타군 구마쓰키촌이 합병해 성립하였다. 야부군에 소속되었다.
- 2004년 4월 1일 - 요카정 오야정, 야부정과 합병해 야부시가 성립하였다. 동일 세키노미야정은 폐지되었다.

## 교통

### 철도노선
- 정내에는 철도노선이 설치되지는 않았다.

### 도로
- 국도 9호선